# Joey Bragg
 (février 2014).
Pour les articles homonymes, voir Bragg.
Joey Bragg né le 20 juillet 1996 à San Francisco, en Californie, est un acteur américain.

## Biographie

### Enfance
Joseph Franklin Bragg né le 20 juillet 1996 à Union City en Californie. Il est deuxième d'une famille juive de quatre enfants et étudie dans le lycée public de la ville James Logan High School. A l'âge de douze ans, il fait partie du groupe de hockey Pee Wee B puis peu après son treizième anniversaire, il commence déjà une carrière d'humoriste. Il se fait remarquer par le travail et gagne une compétition au Baie de San Francisco.

### Carrière
En 2012, il joue son premier rôle pour le téléfilm comic Fred 3 : Fred Camp, aux côtés de Lucas Cruiskshark, Tom Arnold et John Cena. Ce téléfilm conclut une trilogie pour la chaîne Nickelodéon, basée sur le personnage de Fred Fringlehour. Cette année, il rejoint la distribution de deux pilotes pour les chaînes Disney : Gulliver Quinn, dévéloppé pour Disney XD, et Bits and Pieces, pour Disney Channel.
Si le premier pilote n'est pas retenu, le second a été reconduit en une autre série. En effet, la chaîne annonce que la série sera finalement intitulée Liv et Maddie et la majeure partie de la distribution restera pour la production. L'acteur interprète alors Joey Rooney, le frère maladroit typique des sœurs jumelles au principe de l'histoire, qui seront interprétées par Dove Cameron. À la suite de son lancement en septembre 2013, la série atteint un nombre d'audience favorable et la chaîne commande officiellement la série. Cette dernière devient par la suite un succès et révèle Joey Bragg auprès du jeune public.
Devenu une star Disney Channel, il devient membre du groupe Disney Channel Circle of Stars pour la quatrième génération en 2014 et chante avec le reste du groupe la chanson Do You Want to Build a Snowman, de la Reine des neiges. Il reprend son rôle de Joey Rooney, avec son collègue Tenzing Trainor Norgay, dans la série Jessie pour un épisode de cross-over.
En novembre 2015, il est en tête d'affiche de deux long-métrage : d'abord pour le film The Outfield, dans lequel il partage l'affiche en trio avec Nash Grier et Cameron Dallas; puis il interprète les rôles titres avec Sean Giambrone dans le téléfilm de Disney XD, L'Aventure de Ouf de Mark et Russell.
Depuis le lancement de Liv et Maddie, la série est périodiquement renouvelée jusqu'à sa quatrième saison pour une diffusion finale en mars 2017. Il tient en parallèle des rôles de guest-stars, notamment pour la série We Hot American Summer : Ten Years Later, une adaptation télévisuelle du film We Hot American Summer.
L'année 2018 lui permet de continuer sa carrière au cinéma. En juin, le drame Reach, dans lequel il donne la réplique à Corbin Bernseu et Garrett Clayton, est lancé au Dances with Film Festival avant d'être commercialisé en octobre. En juillet, Netflix distribue à l'international la comédie Father of the Year, le mettant en vedette avec David Space, Nat Faxon et Bridgit Mendler. Les deux film sont à la fois des échecs critiques.
En 2020, il continue au cinéma en tenant un rôle mineur dans le film 4/20, sorti sur Vimeo, qui représente le terme sur la consommation de la drogue. Il fera ensuite son retour télévisuel au premier plan pour le sitcom Call Your Mother, face à Kyra Sigdwick. Commandée par ABC, la série devait être intitulée My Village avant d'avoir son titre officiel.

### Vie privée
Depuis 2013, il sort avec l'actrice Audrey Whitby rencontrée sur le tournage de la série Liv et Maddie.

## Filmographie

### Cinéma
- 2015 : The Outfield de Micheal Goldfine et Eli Gonda : Austin York
- 2018 : Reach de Leif Rokesh : Richard
- 2018 : Father of the Year de Tyler Spindel : Ben
- 2020 : 4/20 de Noah Applebaum et Teri Fruichantie : Josh Kaleesian

### Télévision

#### Téléfilm
- 2012 : Fred 3 : Camp Fred de Jonathan Judge : Magoo
- 2015 : L'Aventure de Ouf de Mark et Russell de Jonathan A. Rosenbaum : Mark

#### Série télévisée
- 2013-2017 : Liv et Maddie : Joey Rooney (rôle principal, 80 épisodes)
- 2014 : Jessie : Joey Rooney (saison 3, épisode 26)
- 2015 : The Hotwives : un adolescent (saison 2, épisode)
- 2016 : Esprits criminels : Kyle Ecklund (saison 12, épisode 5)
- 2016 : Foursome : Stan (saison 3, épisode 4)
- 2017 : We Hot American Summer : Ten Years Later : Seth (3 épisodes)
- 2017 : Betch : rôle varrié (5 épisodes)
- 2018 : Hacking High School : Jake (saison 2, épisode 1)
- 2018 : Love Daily : Ben (saison 1, épisode 8)
- 2018 : Les Thundermans : Balfour/le gamer (saison 4, épisode 29)
- dès 2020 : Call Your Mother : Freddie Raines (rôle principal, en production)
- 2022 : Lay Lay dans la place : Réparateur de téléphones (2 épisodes)

## Voix francophones
En France
- Alessandro Bevilacqua dans :
  - Liv et Maddie (série télévisée)
  - Jessie (série télévisée)
  - L'Aventure de Ouf de Mark et Russell (téléfilm)

Et aussi
- Martin Faliu dans Esprits criminels[1] (série télévisée)
- François Raüch de Roberty dans Wet Hot American Summer: Ten Years Later[1] (mini-série)
- Thomas Sagols dans Father of the Year[1]
- Arthur Raynal dans Lay Lay dans la place (série télévisée)